# 朝鮮純血主義
朝鮮純血主義（ちょうせんじゅんけつしゅぎ）は、朝鮮の民族主義理論の一種で、朝鮮民族の祖先は半人半神の伝説の君主である檀君が源で、血脈は単一で純粋であり、千百年来、外族の影響を受けていないと提唱する。この学説は日本統治時代の朝鮮で始まり、最初は日本統治政府がナチスのアーリア人血統学説を借用し、大和民族と朝鮮民族が同源同宗で血統が純正だと言明し、これによって朝鮮併合を合理化した。朝鮮の反植民地運動は、血統学説の啓発を受け、さらに血統論で朝鮮人のアイデンティティを塑造した。
1945年以後、日本やドイツを始めとして西側先進国においては民族や人種を基礎とする学説は、科学的に誤っている事、第二次世界大戦で軍国主義やナチズムの温床になったことから下火になった。しかし朝鮮半島においては、政治体制として南北に分かれたが、両政府だけでなく社会一般においても依然として純血主義を堅く信じ、これによって、民族主義、優越感、祖国のアイデンティティと民族意識を推進する。純血論は考古学と遺伝子科学の上で疑問があるが、今なお依然として朝鮮半島の政治と外交政策を左右している。

## 背景

### 日本統治時代

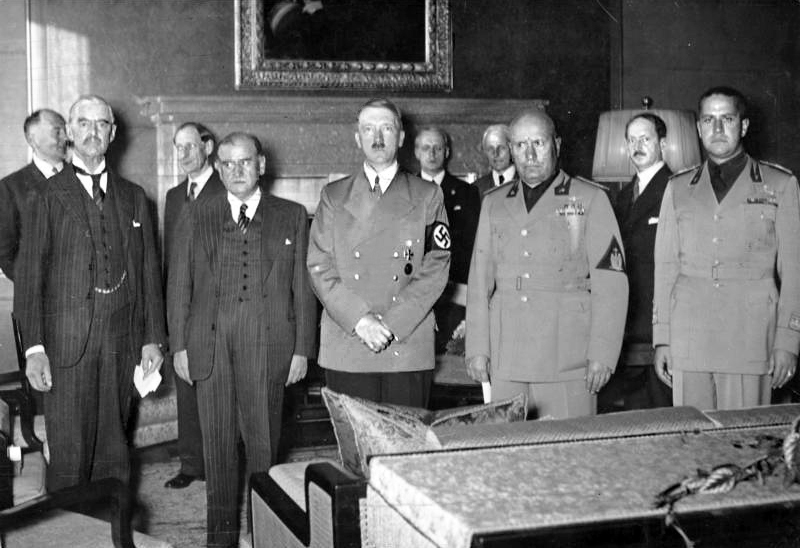

純血主義は朝鮮半島で常に千百年の法則として奉じられるが、この種の血統論はただ20世紀に朝鮮半島に根を下ろしたばかりである。西洋からの最初の源はアーリア人に関する主張であり、この主張はまたナチスドイツの教条に進展変化し、日本植民地政府はこの学説を踏襲し、日鮮両族の同宗、血脈純正を言明し、大和民族は大韓民族の上にいるが、但し同一の血脈に属するので、朝鮮民族は先祖を認めてお詣りでき、和服を着て、日本語を読み書きし、神道を拝むことができる、と言明した。
この主張が広められたのと同時に、朝鮮の反抗運動もまた一緒に展開した。その中で申采浩は、朝鮮から中国東北3省、北京、上海などの地に亡命し、最後に1924-25年に影響が深遠な歴史書『朝鮮上古史』を発表し、朝鮮民族は檀君に始まると主張した。朝鮮の伝統史観の中では、箕子朝鮮が彼らの最初の王朝だが、箕子は商の紂の叔父または弟だと言い伝えられる。申采浩が、朝鮮の歴史を再建した時に、焦点を高句麗王国に置き、当時の高句麗の軍事の実力を強盛と形容し、大きな領土を開拓し、また中国（隋）の侵入にも抵抗し、これは正に朝鮮民族の共通の誇りで、これにより朝鮮民族が外族の侵入に対抗する能力があると説明し、日本に反抗した。申采浩はまた、歴史の中で朝鮮民族の英雄を探した。例えば、伝統史学の中で、李氏朝鮮の時に日本の豊臣秀吉が朝鮮の併呑を企図した時に、朝鮮の政権は迅速に台に跨り明が派兵して協力して日本を撃退したが、新史観の中では反撃戦全体を李舜臣が一手に主導したとされ明の役割が薄められた。
今まで、申采浩は南北朝鮮で共に「最も偉大な史家」とされ、その学説は変わらずに守られ、現在の朝鮮の民族学説は『三国遺事』（13世紀）と『東国通鑑』（15世紀）の記載を多く参照し、紀元前2333年に朝鮮の王朝が起こったと宣揚している。

### 南北朝鮮独立後

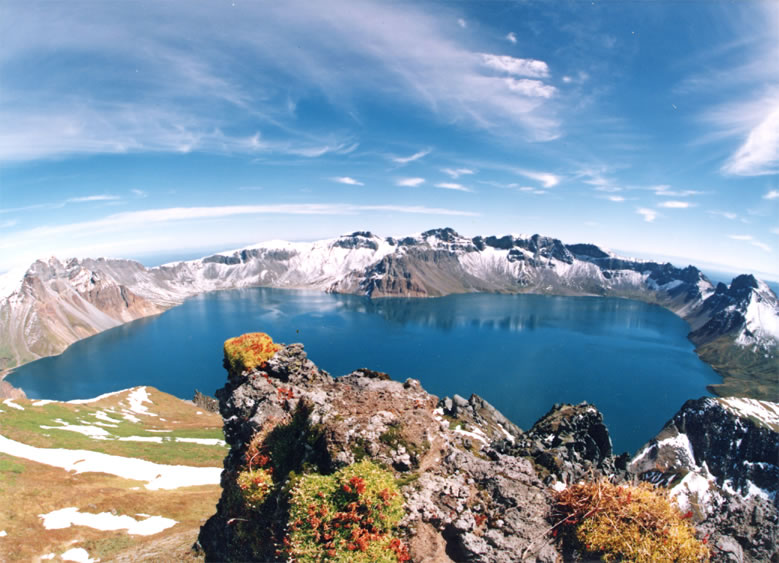
朝鮮は近年、その始祖が白頭山に降誕したと歴史を考え、この中朝国境を韓国の民族主義者の焦点にしている

1945年に朝鮮は南北に分治され、世界の情勢は冷戦第1段階に歩み入り、南北朝鮮の問題は東西両大陣営の尖峰になり、最後に朝鮮戦争が爆発した。朝鮮戦争を経験した後に、分裂局面に直面し、米国が駐軍し、純血理論は一歩進んで朝鮮民族統一の基礎になった。純血理論の中では、朝鮮民族の兄弟の情は血は水より濃く、純血理論を否定する事は即ちまた民族性も否定し統一も否定し外族の侵入も否定する事だとされた。
韓国では、共産主義の赤化の脅威に直面し、純血理論は更に推し広められた。何人かの韓国の学者は、李承晩と朴正煕の独裁時代に、純血理論は政治上の有力な道具となり、異なる意識形象がもつれた時に、人民を依然として1つに固めることができると認めて、韓国も純血理論を結合して民族主義を広め赤化に抵抗した。北朝鮮では、純血主義的神秘主義はもっと強固だった。北朝鮮は1984年から金正日の出生地は白頭山だと宣伝を開始した。北朝鮮では歴史を再建する中で、白頭山は檀君が降世した場所だと見なされて、朝鮮の当局は籍を白頭山に連繋する。　
2008年4月に韓国で学者が官兵調査を進め行ったが、34%の人が米国が韓国の1番の敵だと考え、僅か33%の人だけが北朝鮮が1番の大敵だと言った。南北朝鮮は理論上は依然として交戦状態なので、報道によると、政府は一時、調査の発表を阻止しようと意図した。北朝鮮でも類似の情況が同様に出現し、米国と日本が「宿敵」とされ、韓国を主要な敵とする政府の文献はむしろとても少ない。

### 民間反応
純血主義は、外国からの侵略や植民や南北分断の情勢への反応として、朝鮮半島では一種の「防守民族主義」とみなされる。
北朝鮮の民意は更に評価しにくい。韓国で純血主義に対して近年多くの討論があるが、議題は常に移民政策の討論に集中して、韓国を更に開放することを検討し、多元文化を接受する事であり、純血論の真偽ではない。
2007年、国連人種差別撤廃委員会が報告を発表し、韓国の単一民族論が外交と国内で生活する人に影響すると批判して、そして政府に「純血」、「雑血」の字句を取消すように促した。韓国の国家人権委員会の研究者のKim Susanは報告に合わせて、「何を純血と呼ぶのか、本当に純血があるのか？　もしあれば、不純な血は汚い血か？　もし私達が彼らが人だと思うなら、この方法で誰かにレッテルを貼る必要は全くない」と表明した。
しかし純血論述中で、韓国に一種の悲情意識があり、純血主義は列強の侵入から起き、国民の意識をつなぎとめ、自衛的民族主義から出たものだ、と考える。また韓国人は、北朝鮮の純血主義は韓国より更に強烈で、もし韓国がこの政策を堅守しないと統一は更に眇茫と変わり、この論理を否定するのは「大韓民族性」を売り渡すことだ、と考える。

## 議題

### 虚構歴史

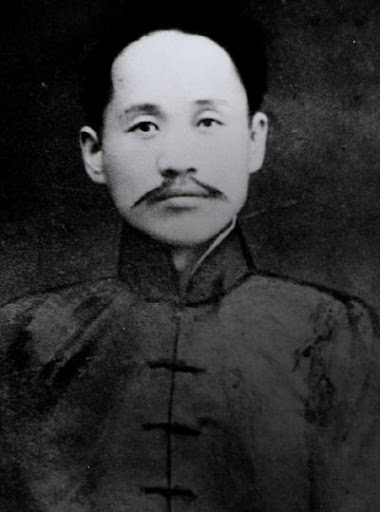
申采浩 (1880-1936) は、朝鮮の新史観の創設者で、朝鮮族は檀君の子孫で、長時間の孤立を経験して唯一無二の朝鮮族を形成したと強調し、その学説は今日の朝鮮半島の歴史観に影響を与えている。

1920年代申采浩が『朝鮮上古史』を発表した後、現代朝鮮の新史観が正式に開始され、朝鮮民族の大韓民族性の建立を祈ったが、朝鮮は中国や日本と隣接していて、また漢字文化圏の成員なので、三国の歴史の重畳する所、韓国人の独特性に影響した。この問題に対応する時、韓国に近年1つの更に極端な新しい歴史の風潮が出現した。
2002年、メリーランド大学の大学院生Sukgeun Jungが、ニュースグループとネット上のフォーラムで、英語で文章を発表して、漢字が韓国人の発明と公言した。別の韓国の記録映画は、更に10000年前の朝鮮は、今日の中国、日本、朝鮮、ベトナム、カンボジア、タイ、ラオス、ミャンマーから、イランやイラクに至るまで管治したと公言し、また朝鮮国王の王子が中国に着いて文明を創立したと指摘して、「中国の歴史は中国人ではなく韓国人に始まる」と公言し、同じ頃に一部の朝鮮民族は中東に移ってセム族になり鮮やかに輝くメソポタミア文明を創立した、と公言した。
これらの論説は韓国で毀誉相半ばしたが、1993年に北朝鮮は平壌付近で檀君陵が見つかったと宣言して、公報の中で「5000年前に檀君が朝鮮を創始したのは、朝鮮民族を創立した1つの時代を画する事件だ。朝鮮民族は同質同族の民族で、歴史の中で同一の血液と文化を継承している」とした。王陵の中で、その時高句麗時代の釘1つが発見された。北朝鮮は独立調査を拒絶したが、たとえそうでも、この発見はまた南北朝鮮でブームを牽き起した。2007年、韓国政府は、13世紀に書かれた『三国遺事』の記載を根拠として、古朝鮮は檀君が紀元前2333年に開創したという、論争的な歴史を、高校の教材に加え入れると決定した。成均館大学の匿名の教授は、韓国最大の英文新聞であるコリア・タイムスの訪問を受けた時に、この本は檀君の年代が堯帝と重なっていると言っているだけで、その他の内容は言っていない、と指摘した。

### 排外情緒
韓国で、朝鮮の血統の混血児は往々にして差別と迫害の対象となり、血源関係があっても、目上と同輩の言葉遣いで侮辱に遭う。韓国の連続テレビドラマでは、ある企業が混血のモデルを起用して新製品を宣伝したところ、公衆は大規模な不買運動を始め、企業に純血の韓国のモデルを起用させようとする、という話がある。現実においても、混血児は往々にして外国に移住する事しかできず、甚だしきに至っては出生してすぐに父母に外国に残され孤児になる。韓国の旅行番組「80後の世界周遊」の司会者がフィリピンの孤児院の1つを訪ねて、孤児院の子供がすべて朝鮮の血統で、彼らの父親は韓国人で、母はフィリピン人だと発見した。韓国の男性がフィリピンで仕事をして、現地の女性と知り合って子供が生まれたが、これらの男は往々にして妻と幼児を捨てて韓国に戻り、現地の社会問題を作った。
2006年に、米国-アフリカ-韓国の混血のアメリカンフットボール選手ハインズ・ウォードはスーパーボウルでMVPを獲得した。彼が韓国を訪れた時、英雄式歓迎を受けたが、ハインズ・ウォードはカメラの前でも、世間の人が混血児に配慮するように喚起するのを忘れなかった。また彼は100万ドルを寄付して「ハインズ・ウォード・ヘルピング・ハンズ財団」を設立したが、その目的は「私と同じように韓国で差別を受ける混血児を援助する」事であった。
混血児は就業の方面でも至る所で壁にぶつかる。彼らは警官と弁護士になることはほとんどできない。
長期間外国で成長した朝鮮民族の人も、また差別される。韓国で、「韓僑」と称される在日韓国人と彼らの子孫は、韓国に帰った後で差別と迫害を受けることがある。韓国に移住してすぐに、彼らは差別と迫害を受け、甚だしきに至っては日本の時より更にひどい。中国語版朝鮮日報は「韓国系混血スポーツ選手が感じた事を見る」の報道で、何人か韓国系スポーツ選手が韓国を祖国と視て、国家のために努力することを希望し韓国に来た後、むしろ日本人とみなされ、言葉の上の侮辱に遭った、と暴露した。甚だしきに至っては、韓国系スポーツコーチに韓国に来るなと言った。
2011年の1月30日のAFCアジアカップ決勝戦で、韓国系の日本代表李忠成が決勝ゴールを挙げ、日本の史上4回目のアジアカップ優勝に貢献した。そのため韓国のサッカーファンは「韓奸」と見なした。李忠成は本来は韓国のために尽力するつもりだった。しかし、「チームメイト」の差別に遭い、活躍することができなかったために、日本国籍を選択するしかなかったのである。
韓国系混血児と在外韓国系人の他にも、韓国人はまた、中国国内にいる朝鮮族の人と北朝鮮から来た脱北者をも差別する。金文学の作品『醜陋的韓國人』(zh:醜陋的韓國人)において、以下のように指摘されている。「韓国人は、普遍的に貧しい人を差別する。さらに、中国と北朝鮮から来た朝鮮族の人は全てとても貧しいと思い込み、また彼らが一方的に韓国人を同胞と思い込む態度を滑稽に感じる。このために、韓国人はこの2種類の人を差別し嘲笑するのである」

## 関連事項
- 韓国の民族主義#外国人に対する差別意識
- 韓国の人種差別（en:Racism in South Korea）
- 単一民族国家#韓国